# Cuz Cuz
Cuz Cuz es un sitio arqueológico situado en el río Illapel, a 6 km de la confluencia con el río Choapa, IV Región, Chile.

## Descripción
Este sitio presenta rastros de ocupación en:
1. Período Paleoindio (12000-8000 a. C.) de cazadores de fauna de gran tamaño, caracterizado con el sitio Quereo
2. Período Arcaico (8000 -200 a. C.) con poblaciones cazadoras-recolectoras
3. Período Agroalfarero
  1. el Complejo El Molle (130 a. C. - 700)
  2. Las Animas (800-1000)
  3. Cultura Diaguita (1000-1536).

Posteriormente la cultura Inca conquista este espacio, poco antes del arribo de los españoles.